# Zlatna bula Bele IV.
Zlatna bula je povelja (nazvana tako zbog svog zlatnog pečata) koju je izdao ugarsko-hrvatski kralj Bela IV. Arpadović 16. studenog 1242. godine u Virovitici nedugo nakon provale Mongola 1242. na područje Slavonije. Jedan je od najvažnijih dokumenata u povijesti Zagreba kojim je Gradec postao slobodni kraljevski grad izuzet iz banske i županijske vlasti te izravno podvrgnut kralju. Ona je i važan izvor hrvatske srednjovjekovne povijesti. 
Dobivene povlastice donosile su određenu samoupravu, pravo biranja gradskog poglavara, suca, trgovanja i sajmovanja. Suca je Gradsko vijeće imalo pravo birati svake godine. Građanima Gradeca obećana je naknada štete ako bi bili napadnuti i opljačkani na području Ugarske, Dalmacije, Hrvatske i Slavonije. Bili su oslobođeni plaćanja daća (cestarina, mostarina) unutar granica Hrvatsko-Ugarskoga Kraljevstva. Za gospodarski razvoj Gradeca osobito je bilo važno Zlatnom bulom stečeno pravo održavanja dnevnih i tjednih sajmova, kao i stjecanje velikoga zemljoposjeda, čija je sjeverna granica bila sljemenska kosa, zapadna potok Vrapčak, a južna rijeka Sava. 
Obveza koja je išla uz to bila je vrlo teška. Između ostalog, trebalo je izgraditi i održavati čvrste gradske zidine, davati kralju 10 potpuno naoružanih vojnika u slučaju njegova vojnog pohoda u Primorje, Korušku i Austriju, u slučaju kraljeva posjeta Gradecu, građani su trebali osigurati objed njegove pratnje »12 volova, 1000 kruhova i 4 bačve vina«, a također su imali obvezu ugostiti hercega Slavonije (ako je član kraljevske obitelji) i bana (samo jednom tijekom njegova banovanja). Zlatnom bulom Bela IV. oslobodio je Gradec svih spomenutih obveza na razdoblje od 5 godina. 
Bela IV. je 1256. dopustio održavanje tzv. Markova sajma, i to jednom godišnje u trajanju od 8 dana prije i 8 dana nakon blagdana sv. Marka Evanđelista (25. travnja). To je povoljno utjecalo na razvoj gradske trgovine, jer su na sajmenim danima svi trgovci, domaći i strani, bili oslobođeni plaćanja poreza. Kako bi se obeshrabrili pljačkaši, lopovi i drugi prekršitelji zakona i zaštitila imovina velikog broja trgovaca kazne za prekršaje učinjene tih dana bile su dvostruko veće nego inače.
Godine 1266. Bela IV. potvrdio je građanima Gradeca odredbe Zlatne bule te ih je, zbog velikih troškova koje su imali oko utvrđivanja grada oslobodio vojne obveze i 1267. plaćanja carine zvane tridesetina (harmica).
Zlatna bula je bila osnovni gradski zakonik, odnosno kazneno-pravni i sudski dokument.